# نویل سیگویک
نویل سیگویک (انگلیسی: Nevil Sidgwick؛ زاده ۸ مه ۱۸۷۳ درگذشته ۱۵ مارس ۱۹۵۲) یک دانشمند در زمینه شیمی‌دان اهل بریتانیا بود. 